# Дайс (авиабаза)
Дайс (англ. Dyess) — авиабаза ВВС США недалеко от города Абилин, Техас. К авиабазе приписано 7-е бомбардировочное крыло, на вооружении которого стоят стратегические бомбардировщики B-1. Авиабаза основана в 1942 году, получила своё имя в 1956 году в честь подполковника Уильяма Дайса, пережившего Батаанский марш смерти. На протяжении практически всей Холодной войны Дайс была одной из основных баз стратегической авиации США, в 1961-1965 годах здесь базировалась 578-я ракетная эскадрилья с ракетами SM-65 Atlas.

## Географическое положение
Авиабаза Военно-воздушных сил США Дайс расположена на юге страны в 11 км к западу от центра города Абилин — административного центра округа Тейлор в штате Техас. Население города составляет 117,2 тысячи человек. Жилая застройка практически вплотную подходит к авиабазе. Общая площадь территории авиабазы составляет 25,94 км². Авиабаза Дайс расположена на возвышенной равнинной местности в 550 км к северо-западу от побережья Мексиканского залива, на рубеже субтропической океанической зоны и засушливых полупустынь. Среднегодовая температура — 18,08 °C.
Географическое положение Дайс делает её одной из самых удалённых как от Восточной Европы и европейской части России, так и от государств азиатско-тихоокеанского региона американских баз стратегической авиации.

## Приписанные части и подразделения
На авиабазе Дайс постоянно базируется 7-е бомбардировочное крыло 12-й армии Боевого авиационного командования ВВС США. 7-е бомбардировочное крыло (примерно соответствует бомбардировочному авиаполку в ВВС России) — одна из двух частей ВВС США, на вооружении которых находятся стратегические бомбардировщики B-1B. В составе 7-го крыла находятся:
- 7-я боевая группа (бортовые номера серии DY)
  - 9-я бомбардировочная эскадрилья
  - 28-я бомбардировочная эскадрилья
  - 7-я эскадрилья боевого обеспечения
  - 436-я учебно-тренировочная эскадрилья
- 7-я группа обеспечения
- 7-я группа материально-технического обслуживания
- 7-я группа медицинского обслуживания

Также, на авиабазе Дайс базируется 317-я военно-транспортная группа с самолётами Lockheed C-130 Hercules. В составе 317-й группы:
- 39-я военно-транспортная эскадрилья «Trail Blazers» (рус. Путеукладчики)
- 40-я военно-транспортная эскадрилья «Screaming Eagles» (рус. Кричащие орлы)
- 317-я эскадрилья материально-технического обслуживания
- 317-я авиаремонтная эскадрилья
- 317-я эскадрилья обеспечения технического обслуживания и эксплуатации
- 317-я эскадрилья обеспечения операций

Кроме того, на авиабазе находится т. н. Подразделение 222 Управления специальных расследований ВВС США.

## История

### Вторая мировая война
Строительство аэродрома Тай в пригороде Абилина началось в 1942 году, во время Второй мировой войны. Он был официально открыт 18 декабря 1942 года, когда ВВС США как самостоятельного рода войск ещё не существовало, под обозначением Авиабаза Армии США Абилин, в апреле 1943 года переименован в Армейский аэродром Абилин. Аэродром был приписан ко 2-й воздушной армии. На нём расположилась отдельная учебно-тренировочная эскадрилья со штабом, и на протяжении войны на аэродроме проходили обучение кадеты. Среди подразделений, личный состав которых проходил службу в Абилине в это время, были:
- 77-я разведывательная группа;
- 69-я тактическая разведывательная группа;
- 408-я истребительно-бомбардировочная группа.

На аэродроме базировались самолёты Douglas SBD Dauntless, Douglas A-26 Invader, Curtiss P-40, Republic P-47 Thunderbolt. После окончания войны, 31 января 1946 года аэродром был закрыт. Формально приписанный к Континентальному воздушному командованию Вооружённых сил и числящийся запасным аэродромом для авиабазы Карсуэлл, располагавшейся неподалёку, аэродром был продан городским властям Абилина за 1 доллар. На протяжении нескольких лет аэродром использовался в качестве тренировочного центра Национальной гвардией Техаса.

### Холодная война
Восстановлению аэродрома способствовало начало Корейской войны. Городские власти Абилина обратились в Министерство обороны США с соответствующим предложением в начале 1950-х годов, предложив военным выкупить у города 6 км² непосредственной территории аэродрома и ещё 14 км² прилегающих площадей за 893 тысячи долларов. Их поддержал тогда бывший сенатором-демократом от Техаса будущий президент США Линдон Джонсон. В июле 1952 года Конгресс США выделил министерству обороны 32 миллиона долларов, необходимые для строительства авиабазы на месте аэродрома Абилин. После приблизительно трёх лет строительства, авиабаза ВВС США Абилин была официально открыта 15 апреля 1956 года. Открытие авиабазы сопровождалось грандиозным шоу, на которое пришло 40 тысяч посетителей. Среди гостей был и командующий Стратегического командования ВВС США генерал Фрэнсис Гризуолд.
1 декабря того же года авиабаза получила современное название — Дайс, в честь подполковника Армии США Уильяма Эдвина Дайса — уроженца близлежащего городка Олбани, который в апреле 1942 года попал на Филиппинах в японский плен. Проведя год в плену, Дайс сумел бежать и до июля 1943 года сражался вместе с местными партизанами на острове Минданао, пока не был эвакуирован в США. 23 декабря 1943 года Уильям Дайс выполнял в ходе переподготовки учебный полёт на самолёте Lockheed P-38 Lightning над городом Бёрбанк в Калифорнии, когда на борту начался пожар. Отводя горящий самолёт от плотной жилой застройки, Дайс погиб, направив P-38 на пустынный участок.
Первым подразделением, расположившимся на авиабазе Дайс, стало 341-е бомбардировочное крыло (сформировано 1 сентября 1955 года) Стратегического командования. На его вооружении состояли дальние бомбардировщики Boeing B-47 Stratojet. 341-е крыло было расформировано 25 июня 1961 года. 8 сентября 1957 года с авиабазы Андерсен на Гуаме в Дайс было переведено 96-е бомбардировочное крыло. Кроме B-47 на вооружении этого подразделения имелись новейшие стратегические бомбардировщики Boeing B-52 Stratofortress, а также воздушные танкеры Boeing KC-97 и Boeing KC-135. Подразделения на авиабазе Дайс несли службу в состоянии постоянной готовности к вылету на случай начала военных действий против СССР.
19 ноября 1959 года на авиабазе заступил на службу 5-й ракетный батальон Командования ПВО Армии США. На вооружении батальона находились зенитные ракетные комплексы MIM-14 Nike-Hercules, они были расположены на двух позициях (DY-10 и DY-50) северо-восточнее и юго-западнее Дайса. Батальон находился на дежурстве до 1966 года. Под прикрытие систем противоракетной обороны на авиабазу были переведены 819-я стратегическая воздушно-космическая дивизия, 96-е бомбардировочное крыло, а также 578-я стратегическая ракетная эскадрилья. 578-я эскадрилья базировалась на авиабазе в августе 1962 — марте 1965 года, на её вооружении находились 12 межконтинентальных баллистических ракет SM-65 Atlas. Сооружение инфраструктуры для эскадрильи происходило в крайне сжатые сроки, в спешке на строительстве погибло трое рабочих, 33 человека стали инвалидами в результате несчастных случаев. После расформирования эскадрильи все пусковые установки были демонтированы.
8 июля 1961 года на авиабазе Дайс было развёрнуто 64-е военно-транспортное крыло Тактического воздушного командования с самолётами Lockheed C-130 Hercules. В 1963-1972 годах здесь базировалось 516-е военно-транспортное крыло, в 1972—1993 — 463-е тактическое военно-транспортное крыло.
21 декабря 1983 года президент США Рональд Рейган объявил, что Дайс станет первой авиабазой, куда поступят новейшие бомбардировщики B-1, предназначавшиеся для замены устаревавших B-52. 29 июня 1985 года на вооружение 96-го бомбардировочного крыла поступил первый серийный самолёт типа под названием «The Star of Abilene» (рус. Звезда Абилина). Церемония встречи самолёта, также как и открытие авиабазы 27 годами ранее, сопровождалась шоу, зрителями которого стали около 50 тысяч человек. Первые самолёты приступили к боевому дежурству в октябре 1986 года. Тогда же авиабаза Дайс стала основным учебно-тренировочным центром обучения и переподготовки лётного состава экипажей бомбардировщиков.

### Новейшее время
Распад СССР оказал значительное влияние на судьбу авиабазы Дайс. 1 октября 1993 года два главных эксплуатанта авиабазы — 96-е бомбардировочное и 463-е военно-транспортное крылья — были расформированы. На их место из Карсуэлла было переведено 7-е крыло, которому были переданы оставшиеся «бесхозными» бомбардировщики B-1B и военно-транспортные самолёты C-130. Такое положение сохранялось вплоть до 1997 года, когда крыло было разделено на 7-е бомбардировочное и 317-ю военно-транспортную группу. Несмотря на разделение, оба подразделения остались на авиабазе.
Одной из уникальных особенностей авиабазы Дайс является богатая коллекция самолётов, включённых в стационарную экспозицию. Выставка, известная под названием «Linear Air Park» располагается вдоль бульвара Арнольд. В экспозицию включены 30 самолётов, 29 из которых проходили до этого службу, причём большая часть — на авиабазе Дайс. Новейший экспонат выставки — первый серийный B-1 «Звезда Абилина», совершивший последний полёт в 2003 году. Другой особенностью авиабазы является система энергоснабжения. В январе 2003 года всё энергопотребление в Дайсе стало обеспечиваться за счёт энергии ветряков. Впоследствии к ветровым электростанциям добавились другие возобновляемые источники энергии, что сделало Дайс одним из самых экологичных военных объектов ВВС США.